# Anomobryum tereticaule
Anomobryum tereticaule là một loài Rêu trong họ Bryaceae. Loài này được (Cardot) A.J. Shaw mô tả khoa học đầu tiên năm 1984.